# マリキータ
マリキータ（Mariquita、1981年4月4日 - 不明）
は日本の競走馬、繁殖牝馬。主な勝ち鞍に1983年の新潟3歳ステークス。不振ののちにアメリカへ渡ったが、トラブルの連続から一時行方不明となり、のちに発見されて日本へ帰国した。主戦騎手は中野渡清一。日本中央競馬会 (JRA) が育成した抽せん馬であり、270万円で頒布された。

## 経歴

### 戦績
1983年8月、新潟開催の新馬戦でデビュー。中野渡清一を鞍上に、レコードタイム、2着に大差（10馬身以上）を付けて圧勝した。次走の新潟3歳ステークスでは前半から33秒7というハイペースで逃げながら、そのまま2着に8馬身差を付けて勝利。走破タイム1分9秒8は、前走で自身が記録したレコードを1秒以上短縮するものであった。
続く京成杯3歳ステークスでは、不良馬場の中を2着に逃げ粘る。年末に迎えた関東の3歳王者戦・朝日杯3歳ステークスでは、単勝オッズ1.7倍という圧倒的1番人気に支持された。しかし競走前から激しく焦れ込みを見せると、発馬で躓き、前走の勝ち馬ハーディービジョンの6着に終わった。
競走後、骨膜炎を発症。これが慢性化して休養を余儀なくされ、翌年の4歳クラシック初戦・桜花賞は回避となる。4月末にサンスポ賞4歳牝馬特別で復帰するも、前走からマイナス20kgと馬体減も著しく、11着と大敗。次走、得意の短距離に戻ったカーネーションカップでは2着となったが、直後に右膝を骨折して長期の休養に入った。翌1985年1月に復帰。しかし夏までの6戦のうち4戦で二桁着順と不振に陥った。

### 渡米 - 行方不明
8月の関屋記念で大敗した後、馬主の一柳博志は「環境を大きく変えれば3歳時のようなスピードが復活するのではないか」と考え、マリキータの渡米を決定。現地の短距離競走に出走することを予定し、マリキータは社台ファーム千葉で一旦放牧の後、中野渡を伴ってカリフォルニア州・サンタアニタパーク競馬場へ移動した。しかし予想に反し、環境の激変からマリキータは心身共に疲弊した様子を見せ、また以後の目途が付くまで滞在を予定していた中野渡も、現地スタッフとの意思疎通に手間取った。結局、管理は現地スタッフへ一任することに決まり、後から厩舎を訪れていた一柳、中野渡はマリキータを残して先に日本へ帰国した。一柳によれば、両者が厩舎を離れる際、マリキータは「大げさではなく」涙を流しながら、非常に狼狽した様子を見せたという。
その後、調教を請け負った現地のエージェントに癌が見つかり、動揺の中で一柳との連絡が滞り始める。直に音信不通の状態となり、マリキータは一度も出走しないままアメリカで完全に行方不明となった。

### 偶然の発見 - 帰国
1990年10月、ケンタッキー州の繁殖牝馬セールを訪れていた社台グループ総帥・吉田善哉が、ジェイドハンター（後に日本へ輸入）の仔を受胎した「Mariquita」という繁殖牝馬を発見する。これが行方不明となっていたマリキータであった。吉田は即座に一柳に連絡を入れると、一柳は「なんとしても日本へ連れ戻したい」と返答し、吉田が約1000万円の費用を立て替えて落札。その後マリキータは日本へ輸送され、渡米から5年以上を経ての帰国を果たした。
音信不通となった後、マリキータは現地の馬主に繁殖牝馬として売却されており、さらにその馬主が急死したため、吉田が訪れたセールへ偶然に出品されていたことが発見に繋がった。一柳はNECの顧問としてアメリカの政財界にも強い繋がりを持った人物であったが、後日吉田から「あなたぐらいアメリカを知ってる人が、マリキータに関してはミスをしたね」と窘められたという。
帰国したマリキータは北海道三石町のパシフィック牧場に繋養され、翌1991年、日本での初仔となる牝駒・ペピータを出産した。以後順調に繁殖生活を送り、12頭の産駒を出産、うち5頭が中央競馬で勝利を挙げた。2004年10月付で用途変更となり繁殖から引退、その後の動向は不明。

## 競走成績
| 年月日 | 年月日 | 年月日 | 競馬場 | レース名              | 格   | 頭数 | 人気 | 着順 | 距離（状態）  | タイム  | （3F） | 着差  | 騎手       | 斤量 | 馬体重 | 勝ち馬/（2着馬）   |
| ------ | ------ | ------ | ------ | --------------------- | ---- | ---- | ---- | ---- | ------------- | ------- | ------ | ----- | ---------- | ---- | ------ | ------------------ |
| 1983.  | 08.    | 14     | 新潟   | 新馬                  |      | 8    | 3    | 01着 | 芝1200m（良） | R1:10.9 | (36.1) | 大差  | 中野渡清一 | 53   | 456    | （ナカハマチカラ） |
|        | 09.    | 04     | 新潟   | 新潟3歳S              |      | 8    | 2    | 01着 | 芝1200m（良） | R1:09.8 | (36.1) | 8身   | 中野渡清一 | 53   | 460    | （プリンスシチー） |
|        | 11.    | 06     | 東京   | 京成杯3歳             |      | 12   | 2    | 02着 | 芝1400m（不） | R1:25.8 | (37.1) | 0.2秒 | 中野渡清一 | 53   | 456    | ハーディービジョン |
|        | 12.    | 11     | 中山   | 朝日杯3歳S            |      | 8    | 1    | 06着 | 芝1600m（良） | R1:37.2 | (36.5) | 0.9秒 | 中野渡清一 | 53   | 460    | ハーディービジョン |
| 1984.  | 04.    | 29     | 東京   | サンスポ賞4歳牝馬特別 | GII  | 12   | 4    | 11着 | 芝1800m（良） | R1:55.0 | (39.6) | 2.5秒 | 中野渡清一 | 54   | 440    | レイクビクトリア   |
|        | 05.    | 19     | 東京   | カーネーションC       | OP   | 12   | 5    | 02着 | 芝1400m（良） | R1:25.4 | (38.0) | 0.3秒 | 中野渡清一 | 54   | 440    | スイートソフィア   |
| 1985.  | 01.    | 07     | 中山   | ニューイヤーS         | OP   | 14   | 12   | 13着 | 芝1600m（良） | R1:36.7 | (38.2) | 2.4秒 | 中野渡清一 | 53   | 458    | ウメノフーリン     |
|        | 02.    | 03     | 東京   | 東京新聞杯            | GIII | 15   | 9    | 15着 | 芝1600m（良） | R1:37.5 | (38.2) | 2.1秒 | 中野渡清一 | 52   | 446    | ドウカンヤシマ     |
|        | 04.    | 21     | 東京   | 京王杯スプリングC     | GII  | 13   | 11   | 13着 | 芝1400m（稍） | R1:26.6 | (39.6) | 3.6秒 | 中野渡清一 | 54   | 440    | ニホンピロウイナー |
|        | 06.    | 16     | 福島   | 地方競馬招待          | OP   | 10   | 6    | 08着 | 芝1800m（良） | R1:49.6 | (38.4) | 1.6秒 | 中野渡清一 | 55   | 456    | テツノカチドキ     |
|        | 07.    | 14     | 新潟   | BSN杯                 | OP   | 9    | 4    | 04着 | 芝1200m（稍） | R1:09.5 | (35.9) | 0.4秒 | 中野渡清一 | 53   | 458    | サクラシンボリ     |
|        | 08.    | 04     | 新潟   | 関屋記念              | GIII | 12   | 4    | 11着 | 芝1600m（良） | R1:36.3 | (39.5) | 2.4秒 | 中野渡清一 | 54   | 460    | タカラスチール     |

- タイム欄のRはレコード勝ちを示す。
- 1984年よりグレード制による競走格付け開始。

## 繁殖成績
| 生年   | 馬名               | 性 | 毛色   | 父                     | 戦績（特記）               |
| ------ | ------------------ | -- | ------ | ---------------------- | -------------------------- |
| 1991年 | ペピータ           | 牝 | 黒鹿毛 | ジェイドハンター       | 1戦0勝                     |
| 1992年 | ウインドチーター   | 牝 | 鹿毛   | クリスタルグリッターズ | 17戦3勝                    |
| 1993年 | フラガンテ         | 牝 | 黒鹿毛 | オウインスパイアリング | 21戦2勝（うち地方1戦0勝）  |
| 1995年 | ブラビオー         | 牡 | 黒鹿毛 | スーパークリーク       | 3戦0勝                     |
| 1996年 | イーグルバクシンオ | 牝 | 鹿毛   | サクラバクシンオー     | 25戦3勝                    |
| 1997年 | イーグルマドンナ   | 牝 | 鹿毛   | クリスタルグリッターズ | 11戦1勝                    |
| 1998年 | サーニャ           | 牝 | 青鹿毛 | フジキセキ             | 13戦1勝                    |
| 2000年 | ココニサチアリ     | 牝 | 黒鹿毛 | シャーディー           | 18戦1勝（うち地方7戦1勝）  |
| 2001年 | コア               | 牡 | 青毛   | ブロッコ               | 22戦2勝（うち地方14戦2勝） |
| 2003年 | バクシンキータ     | 牝 | 鹿毛   | サクラバクシンオー     | 13戦0勝（うち地方2戦0勝）  |

上記の他、アメリカで3頭の産駒を残している。その内スルーズロイヤリティとの産駒・マリキータズクイーン (Mariquita's Queen) が繁殖入りしており、孫のマリキータズシークレット (Mariquita's Secret) 、ホンコンヘンリー (Hong Kong Henry) は共に10勝以上を挙げ、それぞれ15万ドル、30万ドルの賞金を獲得している。また、前者は2000年8月に出走したクレーミングレースにおいて、日本から遠征していた蛯名正義が騎乗した。
1995年の産駒ブラビオーは2代目。初代は1977年生まれのカウアイキング産駒で、1981年の関屋記念の勝ち馬。本馬と同じ一柳博志の持ち馬で、産駒にクイーン賞勝ち馬のスーパーセブン（ウインブレイズの母）がいる。

## 血統表
| マリキータ (Mariquita)の血統(オーエンテューダー系 / Bull Dog、Sir Gallahad 4×5=9.38%、Hyperion 5×5=6.25% 、Nearco 5×5=6.25%、Lady Juror 5×5=6.25%) | マリキータ (Mariquita)の血統(オーエンテューダー系 / Bull Dog、Sir Gallahad 4×5=9.38%、Hyperion 5×5=6.25% 、Nearco 5×5=6.25%、Lady Juror 5×5=6.25%) | マリキータ (Mariquita)の血統(オーエンテューダー系 / Bull Dog、Sir Gallahad 4×5=9.38%、Hyperion 5×5=6.25% 、Nearco 5×5=6.25%、Lady Juror 5×5=6.25%) | （血統表の出典）    | （血統表の出典） |
| 父 *テュデナム Tudenham 1970 黒鹿毛 アイルランド                                                                                                   | 父の父Tudor Melody 1956 黒鹿毛 イギリス | Tudor Minstrel | Owen Tudor          | Owen Tudor       |
| 父 *テュデナム Tudenham 1970 黒鹿毛 アイルランド                                                                                                   | 父の父Tudor Melody 1956 黒鹿毛 イギリス | Tudor Minstrel | Sansonnet           |                  |
| 父 *テュデナム Tudenham 1970 黒鹿毛 アイルランド                                                                                                   | 父の父Tudor Melody 1956 黒鹿毛 イギリス | Matelda | Dante               | Dante            |
| 父 *テュデナム Tudenham 1970 黒鹿毛 アイルランド                                                                                                   | 父の父Tudor Melody 1956 黒鹿毛 イギリス | Matelda | Fairy Hot           |                  |
| 父 *テュデナム Tudenham 1970 黒鹿毛 アイルランド                                                                                                   | 父の母Heath Rose 1964 イギリス | Hugh Lupus | Djebel              | Djebel           |
| 父 *テュデナム Tudenham 1970 黒鹿毛 アイルランド                                                                                                   | 父の母Heath Rose 1964 イギリス | Hugh Lupus | Sakountala          |                  |
| 父 *テュデナム Tudenham 1970 黒鹿毛 アイルランド                                                                                                   | 父の母Heath Rose 1964 イギリス | Cherished | Chanteur            | Chanteur         |
| 父 *テュデナム Tudenham 1970 黒鹿毛 アイルランド                                                                                                   | 父の母Heath Rose 1964 イギリス | Cherished | Netherton Maid      |                  |
| 母 *ミスクラリー Miss Clarry 1972 鹿毛 イギリス | 母の父Connaught 1965 イギリス | St.Paddy | Aureole             | Aureole          |
| 母 *ミスクラリー Miss Clarry 1972 鹿毛 イギリス | 母の父Connaught 1965 イギリス | St.Paddy | Edie Kelly          |                  |
| 母 *ミスクラリー Miss Clarry 1972 鹿毛 イギリス | 母の父Connaught 1965 イギリス | Nagaika | Goyama              | Goyama           |
| 母 *ミスクラリー Miss Clarry 1972 鹿毛 イギリス | 母の父Connaught 1965 イギリス | Nagaika | Naim                |                  |
| 母 *ミスクラリー Miss Clarry 1972 鹿毛 イギリス | 母の母Heidi 1964 イギリス | *ヴェンチア Venture | Relic               | Relic            |
| 母 *ミスクラリー Miss Clarry 1972 鹿毛 イギリス | 母の母Heidi 1964 イギリス | *ヴェンチア Venture | Rose O'Lynn         |                  |
| 母 *ミスクラリー Miss Clarry 1972 鹿毛 イギリス | 母の母Heidi 1964 イギリス | Merise | Le Pecha            | Le Pecha         |
| 母 *ミスクラリー Miss Clarry 1972 鹿毛 イギリス | 母の母Heidi 1964 イギリス | Merise | Miraflore F-No.14-b |                  |